# West Island (South Australia)
West Island är en ö i Australien. Den ligger i regionen Victor Harbor och delstaten South Australia, omkring 75 kilometer söder om delstatshuvudstaden Adelaide. Arean är 0,22 kvadratkilometer. Den sträcker sig 0,6 kilometer i nord-sydlig riktning, och 0,5 kilometer i öst-västlig riktning.
Genomsnittlig årsnederbörd är 766 millimeter. Den regnigaste månaden är juni, med i genomsnitt 142 mm nederbörd, och den torraste är december, med 22 mm nederbörd.